# Pierre Sabatier (prélat)
Pour les articles homonymes, voir Sabatier.
Pierre Sabatier né à Valréas (Vaucluse) le 14 novembre 1654 et mort à Amiens (Somme) le 20 janvier 1733 est un prélat français, évêque d'Amiens.

## Biographie

### Famille et formation

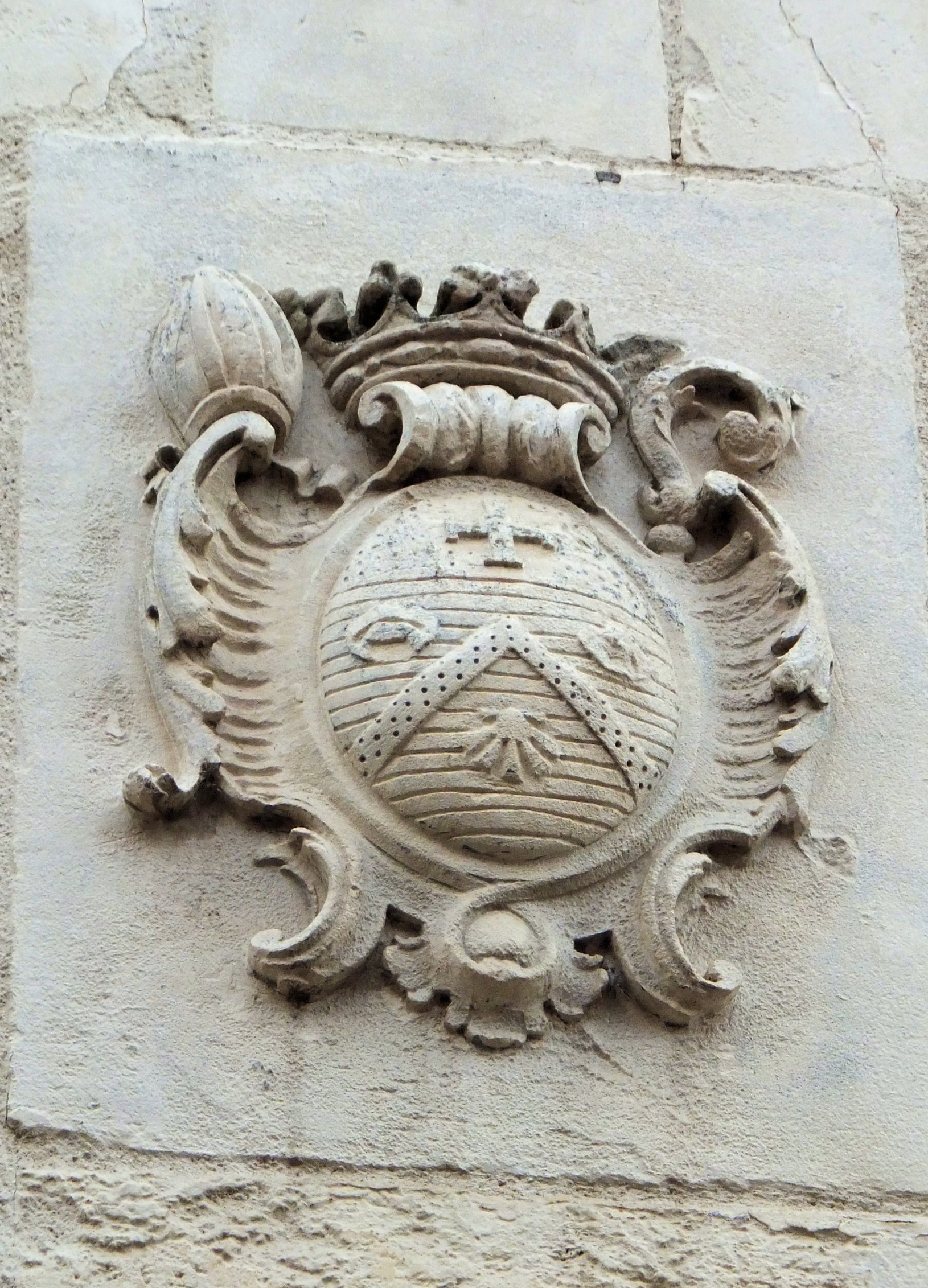
Ronde bosse des armoiries du prélat.

Pierre Sabatier est issu d'une famille noble du Comtat Venaissin. Il est le fils  de Sabatier et de Jeanne de Guyon. Il est aussi le neveu du doyen de la Rote d'Avignon et fréquenta le collège des jésuites de la ville. En 1763, il entra au séminaire Saint-Sulpice de Paris et fut ordonné prêtre en 1685 et obtint un doctorat de théologie.

### Début de carrière ecclésiastique
En 1686, il devient abbé commendataire de l'abbaye Saint-Pierre de Vertheuil au diocèse de Bordeaux, qu'il résigne la même année au profit de Jean de Clermont-Toury. 
Pierre Sabatier devint vicaire général du diocèse de Limoges puis du diocèse de Cambrai où il fut en relation avec Fénelon et enfin du diocèse d'Autun. Il fut ensuite nommé supérieur du séminaire de Viviers où il eut comme élève Louis-François-Gabriel d'Orléans de La Motte.

### Évêque d'Amiens
Il est nommé évêque d'Amiens en 1706. Il interdit aux ecclésiastiques de son diocèse de pratiquer la chasse par une ordonnance de 1715. 
Comme l'on conteste à l'église cathédrale la possession des véritables reliques de saint Firmin-le-Confesseur, il constate l'authenticité de ses reliques, par une visite consciencieuse, et par la lecture du procès-verbal dressé en 1279, par Guillaume de Mâcon, l'un de ses prédécesseurs. 
La stèle de fondation de l'église de l'abbaye des Célestins d'Amiens (ancienne Abbaye Saint-Martin-aux-Jumeaux) porte ses armoiries et la date de 1726 : elle est conservée dans un hall du palais de justice d'Amiens, le palais ayant été construit sur l'emplacement  de cette abbaye détruite. On peut aussi voir les armoiries de ce prélat sculptées en ronde bosse dans une rue latérale sur un mur de la bibliothèque municipale Louis Aragon.
Son monument funéraire se trouve dans le croisillon nord du transept de la cathédrale Notre-Dame d'Amiens.